# Tremt
Tremt ist ein Ortsteil der Gemeinde Sundhagen im Landkreis Vorpommern-Rügen in Mecklenburg-Vorpommern. 

## Geografie
Der Ortsteil liegt zwischen den Hansestädten Stralsund (19 km südöstlich) und Greifswald (13 km nordwestlich) sowie 19,5 km nordöstlich von Grimmen. Es liegt auch am Strelasund und hat 133 Einwohner.

## Geschichte
Tremt wurde als „Tremete“ erstmals 1321 urkundlich genannt. Die Höfe im Ort gehörten verschiedenen Familien, so die Familie von Johannes Buk, der in der Urkunde von 1321 genannt wurde. Seine Familie verkaufte 1503 das Anwesen an die Stadt Greifswald. Ähnlich lief es mit dem Hof von Niclas Below, der 1409 genannt wurde. 
1580 war die Stadt im Besitz mehrerer Höfe, die restlichen drei gehörten einem Kloster in Stralsund. Die Stadt richtete 1729 zwei Büdnerstellen in Tremt ein. 1767 hatte der Ort 104 Einwohner. 1862 waren es bereits 160.
1780 verkaufte das Stralsunder Kloster die drei verbliebenen Höfe an die Stadt Greifswald, der damit der gesamte Ort gehörte.
Damit hatte der Ort folgende Liegenschaften:
- 5 Höfe mit je 337 bis 482 Morgen in Zeitpacht
- Einzelverpachtungen 41 Morgen
- Schule ein Morgen
- 2 Büdnerstellen mit je 1,5 Morgen in Erbpacht (gingen 1850 in freies Eigentum)
- Gristower Pfarrgrundstück mit 3 Morgen

Außer dem Pfarrstück gehörten der Stadt damit 2205 Morgen.
1803 wurde ein neues Schulhaus und 1827 ein Armenhaus gebaut.
1833 fertigte die Stadt neue Pachtkontrakte über 18 Jahre aus, die Pacht betrug nach Hofgröße zwischen 242 und 352 Thaler. Die 5 Höfe hatten inzwischen je ein Wohnhaus, je 3 Wirtschaftsgebäude und je einen Zwei-Wohnungskaten. Wegen des Chaussee-Baus von 1832 und anderer Verkehrsbauten in diesem Zeitraum erfolgten 1848 Grenzverhandlungen innerhalb der Ortschaft und mit den Nachbarn, es kam zu Austauschen und Separationen der Liegenschaften.
Die Statistik von 1871 besagt: Es bestehen 16 Wohnhäuser mit 25 Familien, Tremt hatte 175 Einwohner, 1867 waren es nur 170. Alle Einwohner waren evangelischer Konfession.
Das Messtischblatt von 1880 zeigt den Neubau der Höfe, sie wurden aus dem Kernort lt. preuß. Urmesstischblatt von 1835 nach außerhalb in die jeweiligen Feldmarken verlegt. Ein Hof blieb am Kernort, die anderen 4 im Abstand von ca. 1 bis 2 km ringsum. Der nordwestliche lag dicht am Greifswalder Bodden. Dort befand sich noch das Relikt einer Schanze aus der napoleonischen Zeit, wie auch bei den südöstlichen Nachbarn in Brook und Kalkvitz, die wohl als Schutz der Greifswalder seeseitigen Anfahrt dienten. 
Im Zuge der Bodenreform wurde die Pachthöfe als Stadtbesitz nach 1945 erst Landes- dann Volkseigentum. Die Größe, Verteilung und Funktion der Höfe blieb erhalten, sie entwickelten sich später aber zu separaten Wohnplätzen. Der nordwestlich Hof am Bodden heißt „Hof Gronow“, er vergrößerte sich beträchtlich, dort entstand eine Bungalow-Siedlung, die auch heute die Funktion einer Ferien- und Freizeitanlage hat. Der südöstlich Hof heißt „Hof Thesenvitz“, der südliche „Hof Levin“, der zentrale „Hof Brüggemann“ und der westliche „Hof Suhrbier“.
Tremt gehörte zur Gemeinde Kirchdorf. Diese schloss sich am 7. Juni 2009 mit den Gemeinden Behnkendorf, Brandshagen, Horst, Miltzow, Reinberg und Wilmshagen zur neuen Gemeinde Sundhagen zusammen.

## Sehenswürdigkeiten
→ Siehe auch Liste der Baudenkmale in Sundhagen
- Struktur des Ortes mit verteilten Höfen